# Iglesia de San Felipe Neri (Perugia)
La iglesia de San Filippo Neri, también conocida como iglesia de la Inmaculada Concepción o Chiesa Nuova, es uno de los lugares de culto más importantes de la ciudad de Perugia. Situado en el centro histórico de Perugia, en el eje de Via dei Priori, Via della Cupa y Via della Stella, en el barrio de Porta Santa Susanna, fue construido en el siglo XVII (1627 - 1665) según un diseño del arquitecto romano. Paolo Maruscelli, y representa uno de los ejemplos más importantes del barroco en Perugia.

## Historia
La iglesia, con vistas a la plaza Baldassarre Ferri, fue construida sobre el espacio creado por la demolición de nueve casas, algunas tiendas, bodegas y una iglesia paleocristiana : el antiguo Baptisterio de San Giovanni Rotondo (siglo XI).El inicio de las obras de la iglesia actual se remonta a mayo de 1627, con la colocación de la primera piedra , en presencia de Monseñor Virginio Florenzi, de Perugia pero obispo de Nocera Umbra, en lugar del obispo de Perugia, el Cardenal Cosimo de' Medici. Torres, en Roma en aquellos días. La primera piedra consistía en una caja de travertino que contenía doce medallas de bronce y una de [plata]] en honor a Cristo y a los apóstoles. En un lado estaba impresa la efigie de la Concepción a la que estaba dedicada la iglesia y en el otro la imagen de San Felipe Neri con la maqueta de la fachada.
El proyecto y la dirección de las obras fueron confiados al arquitecto Paolo Maruscelli, que ya estaba al servicio de los Filippini en Roma desde 1622, donde se hizo famoso como arquitecto de sacristías y complejos para órdenes religiosas, pero sobre todo vinculado a la reconstrucción del Palacio Medici-Madama. (1637 - 1647). Al igual que la iglesia de S. Maria della Vallicella llamada Chiesa Nuova (Roma), prototipo de las iglesias filipinas, ésta también se inspira en la arquitectura contrarreformista romana, respondiendo a los cánones del Concilio de Tento, para lo cual tiene un único nave para favorecer la meditación de los fieles y no perder la acústica.

## Fachadas
La fachada principal es de travertino y se inspira en modelos romanos de la Contrarreforma y de principios del siglo XVII, especialmente los de Vignola, y fue construida entre 1647 y 1663. Se compone de dos órdenes divididos por pilastras con capiteles corintios, flanqueados por graciosos nichos sin estatuas y en la parte superior por dos volutas, flanqueadas por dos jarrones de piedra, y rematadas por el tímpano triangular donde se encuentra el escudo de armas de la familia Degli Oddi. insertado, ya no es legible porque fue eliminado durante el período napoleónico. La presencia de este escudo se explica por el hecho de que el Vicario de Perugia, Marcantonio Degli Oddi, obispo desde 1659, patrocinó la finalización de la fachada. Se accede a la iglesia a través de una gran escalera doble decorada con una elegante balaustrada.La fachada lateral de Via dei Priori, con su pequeño portón, es de ladrillo a la vista, pero está marcada por elegantes molduras, con restos de grandes arcos rellenos.

## Decoración pictórica interior

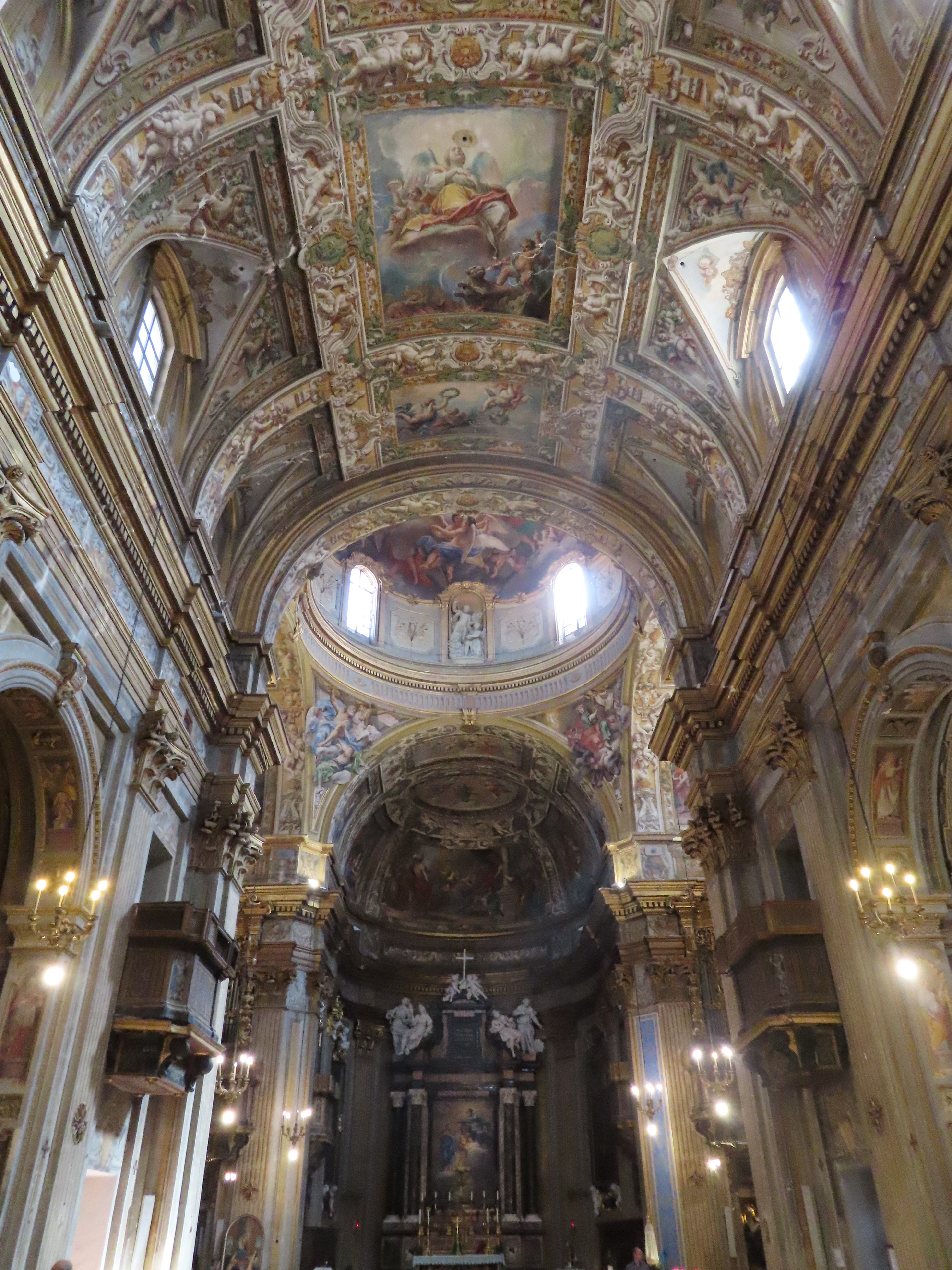
Interiores

El interior tiene un extraordinario efecto espacial ascendente que se expande hacia la redondez de la cúpula y el ábside, un maravilloso ejemplo de pintura ilusionista barroca. Está ricamente decorado con pinturas y frescos de los siglos XVII y XVIII, inspirados principalmente en el culto mariano.

### Frescos de la bóveda, cúpula y crucero

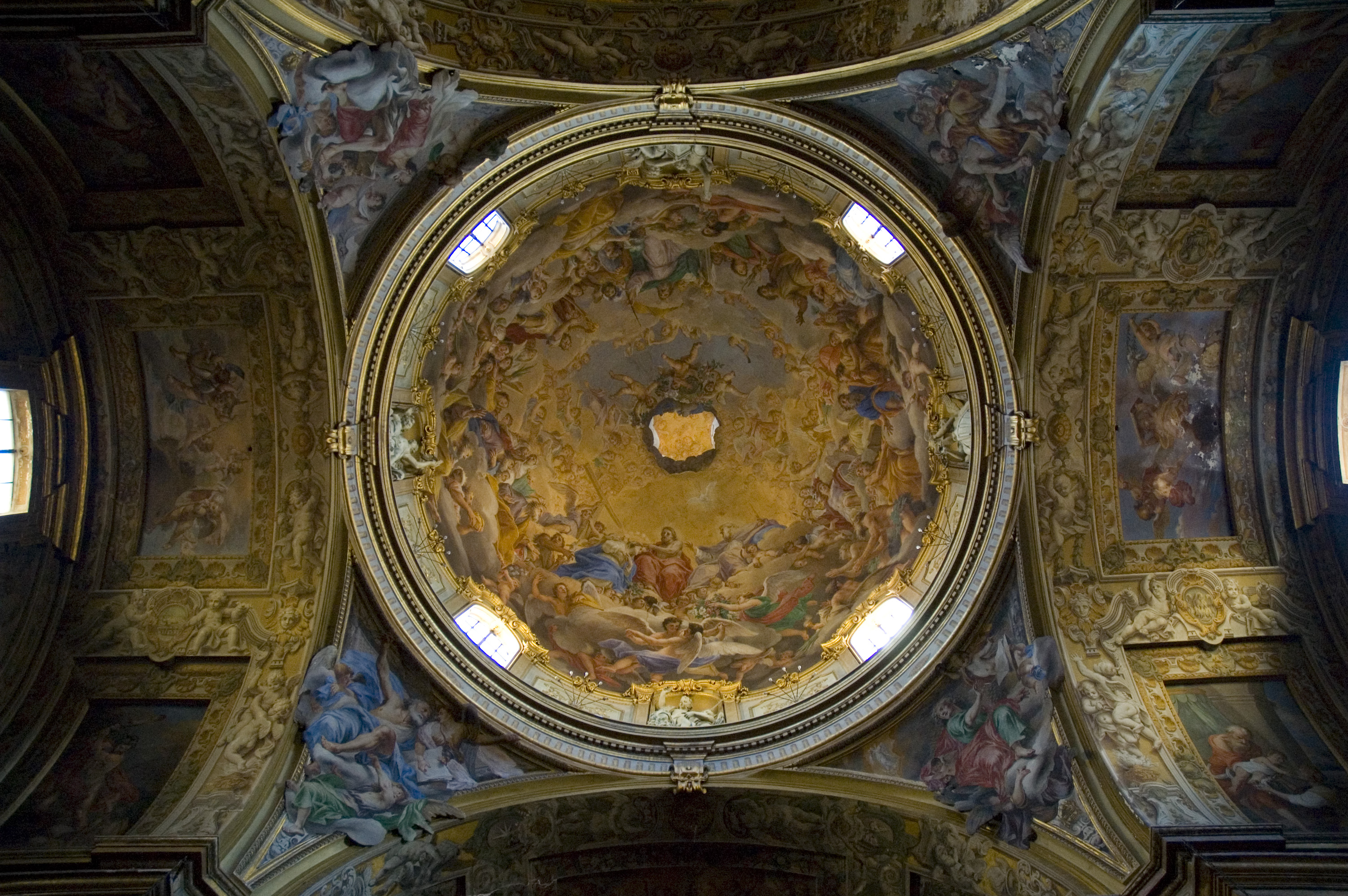
Los frescos del interior de la cúpula

La bóveda de la nave está pintada al fresco por Francesco Appiani (1762) con temas del Apocalipsis de Juan, mientras que las decoraciones son de Nicola Giuli (1762). La cúpula está pintada al fresco por Francesco Mancini de Las Marcas (1728) con la Coronación de la Virgen. El genovés Giovanni Andrea Carlone (1668) pintó los Cuatro Evangelistas en las pechinas de la cúpula y los frescos del presbiterio con la Celebración de la Inmaculada Concepción simbolizada por las hazañas de las mujeres bíblicas (Ester, María de Moisés, Jael y Débora), obras con las que trajo a Perugia su estilo barroco, impregnado de referencias a Pietro da Cortona y Giovan Battista Gaulli . Los frescos del crucero izquierdo son de Giacinto Boccanera y Paolo Brizi (1735). Las pinturas del crucero derecho son de Sebastiano Ceccarini y Paolo Brizzi (1737), ambas representan escenas bíblicas.

### Pasillo derecho

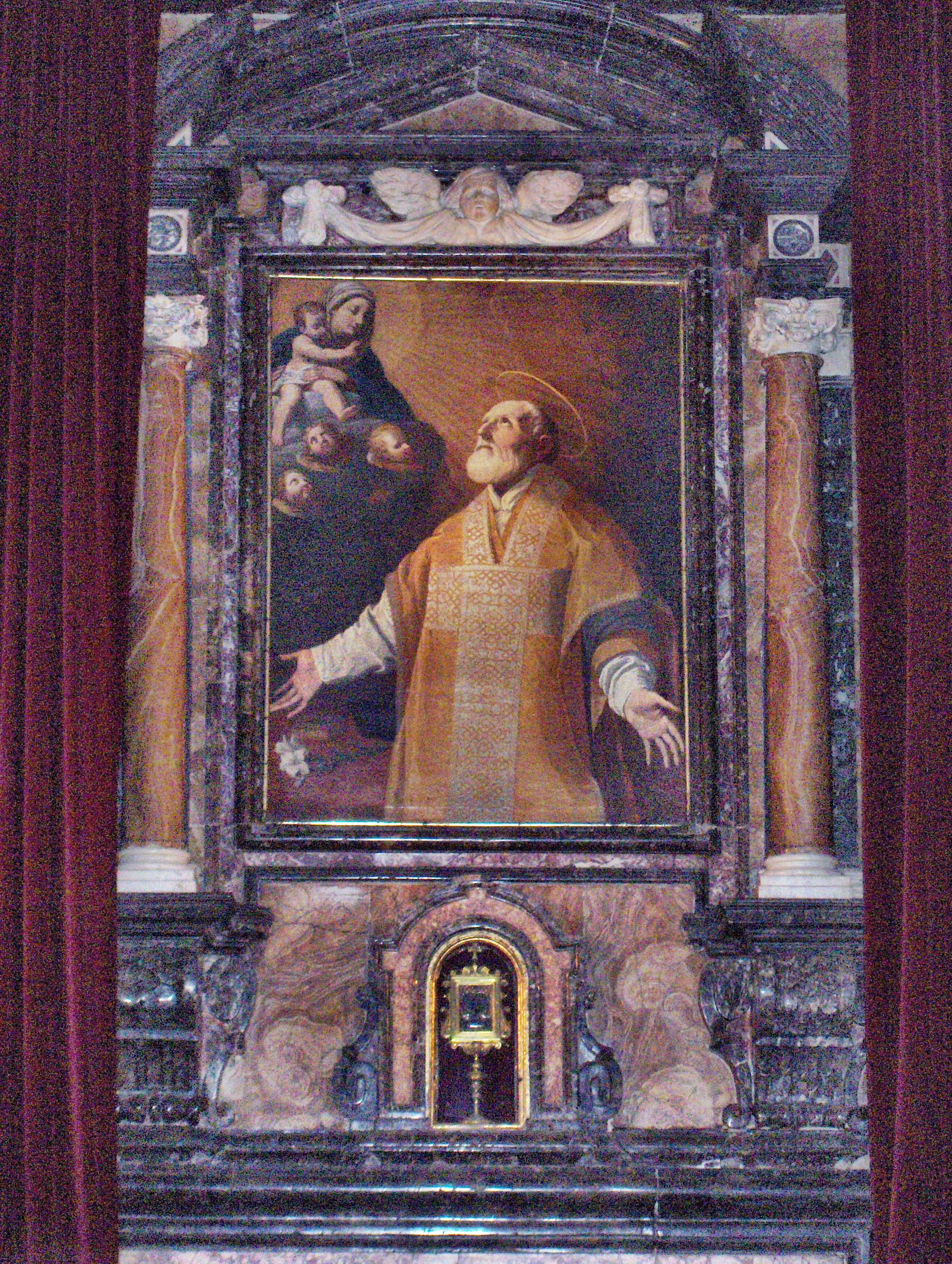
El altar de San Felipe Neri

Iniciando el recorrido desde la puerta de entrada:
- Capilla de la Visitación de María, con frescos de Vincenzo Monotti y Girolamo Perugini (1776); En el altar hay un lienzo de Giuseppe Passeri (1709).
- Capilla de la Purificación, con frescos de Bernardino Gagliardi (1649); En el altar había un lienzo de Andrea Sacchi (1631), que desde 1879 se conserva en la Galleria Nazionale dell'Umbria.
- Capilla de la Asunción, diseñada por el mismo Paolo Maruscelli con frescos de Anton Maria Fabrizi (1636-37); En el altar hay un lienzo de Giovanni Francesco Romanelli (XVII) que sustituye al lienzo de Guido Reni hoy conservado en Lyon.
- Capilla de San Felipe Neri, situada en el crucero izquierdo y pintada al fresco en 1740 por Giacinto Boccanera, mientras que la decoración es de Paolo Brizi, que representó escenas bíblicas en la bóveda. El altar, diseñado por Tommaso Stati, que también colaboró en la fachada, alberga una copia de San Felipe Neri de Guido Reni.
- Capilla de la Addolorata, construida en 1905 para albergar la estatua de la Madonna Addolorata, venerada por la Cofradía de la Addolorata desde la primera mitad del siglo XIX.

### Zona del ábside
El altar mayor también fue diseñado por Tommaso Stati (1655) y construido por Francesco Caselli como todos los altares de las capillas. En su interior se conserva el grandioso lienzo que representa la Inmaculada Concepción de Pietro da Cortona (1662). A los dos lados del altar central se encuentran dos lienzos del pintor perusino Pietro Montanin i (1674) que representan a San Gregorio Magno y San Giovanni Battista, en memoria de los propietarios de las dos iglesias desaparecidas, en cuya zona se encuentra la nueva iglesia. 

### Pasillo izquierdo

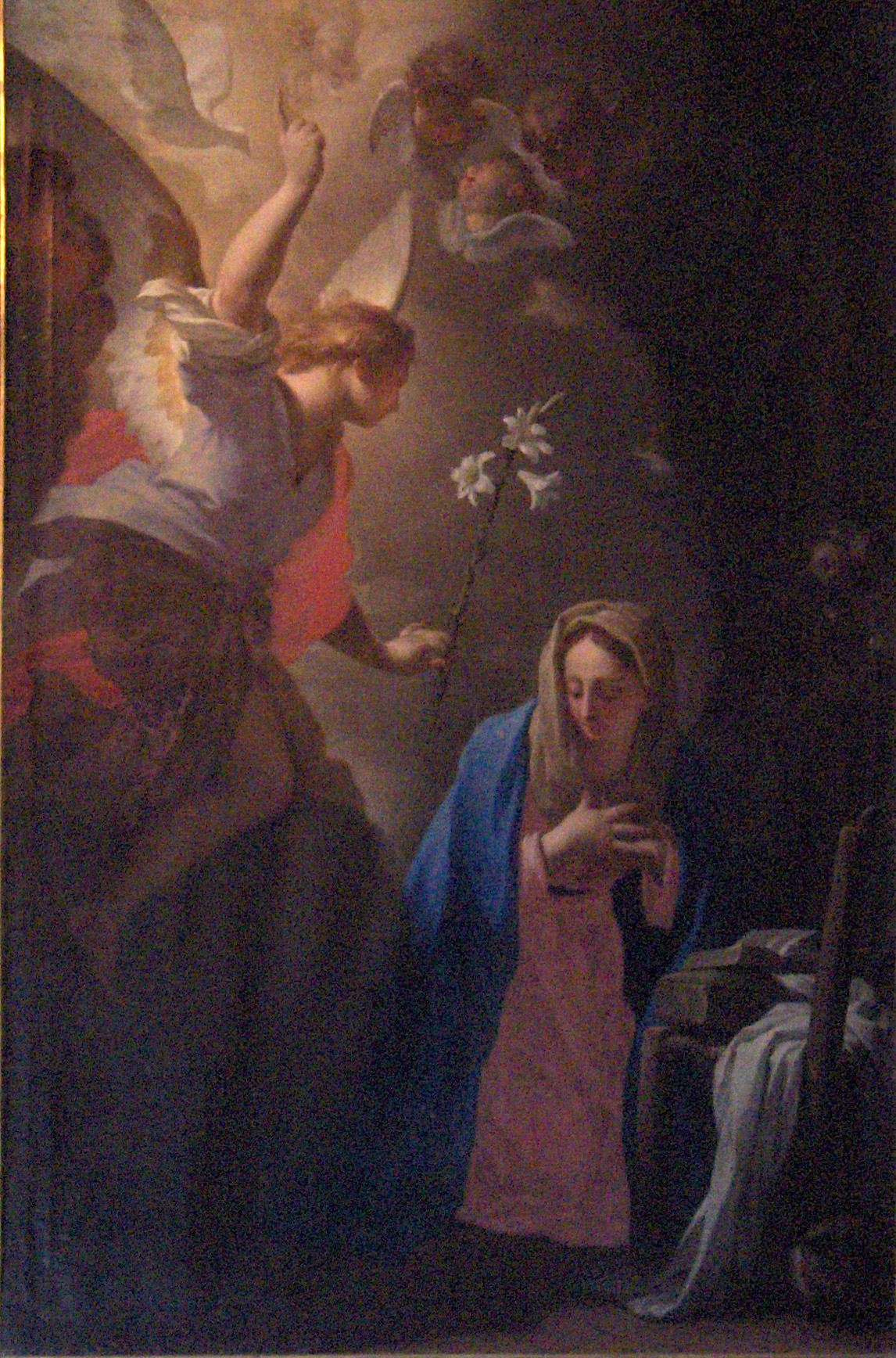
Francesco Trevisani, Anunciación

- Capilla del Crucifijo. Situada en el crucero izquierdo, fue pintada en 1737 por Sebastiano Ceccarini con escenas bíblicas, mientras que las decoraciones son de Paolo Brizi. Tiene un Crucifijo de bronce de Pasquale Pasqualini de Vicenza (1645), mientras que las figuras de cobre de la Virgen y Juan fueron añadidas posteriormente.
- Capilla de San José. Originalmente era el pasaje que conducía a la casa de los Padres Filipinos, y en 1894 se colocó allí un altar de madera tallada y dorada dedicado a San José, obra del pintor perusino Alceste Ricci.
- Capilla de la Natividad de María, decorada con frescos de Anton Maria Fabrizi (1642), que en su día albergó la Natividad de Pietro da Cortona, hoy expuesta en la Galería Nacional de Umbría . En su lugar hay un lienzo de Simone Ciburri (siglo XVII) con San Francisco recibiendo los estigmas.
- Capilla de la Presentación de María (o Bigazzini), con frescos de Giovanni Andrea Carlone . Albergaba un lienzo de Luigi Scaramuccia que también fue trasladado a la Galería Nacional y ahora ha sido sustituido por una pintura de Luigi Ribustini (siglo XIX).
- Capilla de la Anunciación con frescos de Vincenzo Monotti y Girolamo Perugini (1766) muestra en el altar una pintura de Francesco Trevisani (1710).

### Sacristía
En las bóvedas de la sacristía hay pinturas sobre lienzo del siglo XVIII de Francesco Appiani y Valentino Carattoli. En el altar hay un cuadro de Vincenzo Pellegrini que representa a la Virgen entre San Miguel Arcángel y Santa María Magdalena.

## Obras que ya no están presentes en la iglesia
La pérdida más grave para la iglesia fue la Asunción de la Virgen de Guido Reni (1637) que, víctima del expolio napoleónico (el cuadro fue retirado por el comisario Tinet en 1797), actualmente se encuentra en el Museo de Bellas Artes de Lyon . En la iglesia había también otras dos obras de Pietro Montanini pintadas sobre cobre, el Nacimiento y el Descendimiento, que fueron robadas en 1980 y posteriormente encontradas y puestas a salvo.

## Oratorio de Santa Cecilia
Los Padres Filipinos dieron gran importancia a la música como "recreadora y educadora de las almas", tanto que se construyó anexo al complejo en 1687-90 un pequeño teatro para ejercicios oratorianos y representaciones musicales, que tomó el nombre de Oratorio de Santa Cecilia. Junto con la Iglesia, el Oratorio es el único monumento plenamente barroco de la ciudad de Perugia. Tras décadas de degradación y abandono, ha sido objeto de una compleja y excelente restauración llevada a cabo por De Feo Antonio Restauri, empresa de restauración del patrimonio cultural romano.

## Evento recurrente
El Viernes de Pasión (dos semanas antes de Pascua) la iglesia celebra La Desolata, una representación sagrada que tiene lugar cada año con la participación de los Cantori Umbri dirigidos por el Maestro Sabatini.